# Heussé
Heussé is een plaats en voormalige gemeente in het Franse departement Manche in de regio Normandië en telt 225 inwoners (2013). De plaats maakt deel uit van het arrondissement Avranches.

## Geschiedenis
Heussé maakte onderdeel uit van het kanton Le Teilleul tot dat op 22 maart 2015 werd opgeheven. De gemeente werd hierop overgeheveld naar het op die dag gevormde kanton Le Mortainais. Op 1 januari 2016 werd Heussé, net als Ferrières, Husson en Sainte-Marie-du-Bois, opgenomen in de gemeente Le Teilleul, die hiermee de status van commune nouvelle kreeg.

## Geografie
De oppervlakte van Heussé bedraagt 14,57 km².
De onderstaande kaart toont de ligging van Heussé met de belangrijkste infrastructuur en aangrenzende gemeenten.

## Demografie
Onderstaande figuur toont het verloop van het inwonertal (bron: INSEE-tellingen).

Ferrières · Heussé · Husson · Sainte-Marie-du-Bois · Le Teilleul